# 엄재원
엄재원(2002년 12월 5일~)은 대한민국의 가수다. 2017년 EP 《간절곶 우체통에서》로 데뷔했다.

## 방송
- 전국노래자랑
- 내일은 미스트롯 (2019) - Top94

## 음반
- 간절곶 우체통에서 (2017)